# Marcus Nispel
Marcus Nispel (nascut el 26 de maig de 1963) és un director de cinema i productor alemany, més conegut per diversos remakes estatunidencs d'alt perfil. com The Texas Chainsaw Massacre, així com una extensa carrera en anunci de televisió i vídeos musicals.

## Primers anys i carrera professional
Nispel va néixer el 26 de maig de 1963 a Frankfurt. Va créixer a prop de McNair Barracks i va poder aprendre anglès passant l'estona amb fills de soldats. Als 15 anys, va aconseguir feina a una botiga anomenada Hessler and Kehrer. Quan va tenir la seva primera entrevista en una agència de publicitat americana, se li va preguntar què vol dir Oreos, i es va adonar de la importància d'entendre la cultura americana i de com treballar en publicitat li va ajudar a entendre-ho. Va rebre una Beca Fulbright als 20 anys i va assistir al Brooklyn College i al New York Institute of Technology. També va ser director d'art de Young & Rubicam. Va fundar una productora, Portfolio Artists Network, que més tard es va fusionar amb RSA (Ridley Scott Associates) Black Dog Films per formar Portfolio/Black Dog. Va treballar a RSA com a director comercial durant diversos anys, i va dimitir l'any 2000.

## Carrera en cinema
Nispel havia de fer el seu debut com a director amb End of Days, però va renunciar abans de rodar per problemes amb el pressupost. El 2002, Nispel va signar per dirigir The Texas Chainsaw Massacre. Inicialment es va oposar a refer la pel·lícula, però Daniel Pearl, el director de fotografia de la pel·lícula original i col·laborador habitual de Nispel, el va convèncer per dirigir-la. La pel·lícula es va estrenar el 17 d'octubre de 2003 amb crítiques negatives, però va tenir un èxit financer i va recaptar 107 milions de dòlars a tot el món.
Després de dirigir The Texas Chainsaw Massacre, Nispel va signar per dirigir un thriller psicològic anomenat Need, protagonitzat per Diane Lane. Va escollir la pel·lícula perquè volia una cosa "diametralment oposada a TCM", però mai es va estrenar. Al llarg de la dècada de 2000 i fins a la de 2010, Nispel dirigiria diversos remakes més de pel·lícules de gènere destacats, com ara Friday the 13th (reunint-lo amb Platinum Dunes, que va fer  'Texas Chainsaw') i Conan the Barbarian. El 2015, Nispel va dirigir la pel·lícula d'exorcisme fantasma Exeter, abans titulada Backmask.

## Vida personal
Està casat amb el cantant/compositor/editor comercial Dyan Humes-Nispel, que ha escrit cançons per a diversos artistes com Whitney Houston. Tenen dos fills.

## Filmografia
Cinema
| Any  | Títol                       | Director | Productor | Notes                      |
| ---- | --------------------------- | -------- | --------- | -------------------------- |
| 2003 | The Texas Chainsaw Massacre | Sí       | No        |                            |
| 2004 | Frankenstein                | Sí       | Sí        | telefilm                   |
| 2007 | Pathfinder                  | Sí       | Sí        |                            |
| 2009 | Friday the 13th             | Sí       | No        |                            |
| 2011 | Conan the Barbarian         | Sí       | No        |                            |
| 2015 | Exeter                      | Sí       | Sí        | També autor de la història |

Tràailers
- "Regenerate", un tràiler teaser per Resident Evil: Apocalypse (2004).[9]

## Videografia (selecció)
1990
- Al B. Sure! – "Had Enuf"
- Curtis Mayfield featuring Ice-T – "Superfly 1990"
- Olé Olé – "Love crusaders"
- Olé Olé – "How Can I Believe You"

1991
- C+C Music Factory – "Gonna Make You Sweat (Everybody Dance Now)"
- C+C Music Factory – "Things That Make You Go Hmmm..."
- C+C Music Factory – "Here We Go (Let's Rock & Roll)"
- Divinyls – "Love School"
- Inner City – "Till We Meet Again"
- Joe Jackson – "Obvious Song"
- Lisa Lisa and Cult Jam – "Let the Beat Hit 'Em"
- LL Cool J - "6 Minutes of Pleasure"
- Mantronix – "Don't Go Messin' with My Heart"
- Mariah Carey – "Make It Happen"
- Nia Peeples - "Street of Dreams"

1992
- Faith No More – "A Small Victory"
- Lisa Stansfield – "Someday (I'm Coming Back)"
- Martha Wash – "Give It to You"
- Trey Lorenz – "Photograph of Mary"

1993
- George Michael – "Killer/Papa Was A Rollin' Stone"
- The B-52's – "Good Stuff (cançó de The B-52)"
- Billy Joel – "Lullabye (Goodnight, My Angel)"
- Eternal – "Stay"
- Hi-Five – "Unconditional Love"
- Pauline Henry – "Feel Like Makin' Love"
- Hi-Five – "Never Should've Let You Go"
- Go West – "Tracks of My Tears"

1994
- All-4-One – "I Swear"
- Crystal Waters – "100% Pure Love"
- Fu-Schnickens – "Breakdown"
- Gloria Estefan – "Turn the Beat Around"
- Amy Grant – "House of Love"
- Jade – "Every Day of the Week"
- Tevin Campbell – "I'm Ready"
- Wet Wet Wet – "Love Is All Around"

1995
- Jimmy Somerville – "Heartbeat"
- Bette Midler – "To Deserve You"
- Janet Jackson – "Runaway"
- Mylène Farmer – "XXL"
- Mylène Farmer – "L'Instant X"
- Elton John – "Believe"
- No Doubt – "Spiderwebs"

1996
- Scorpions – "You and I"
- Fugees – "Ready or Not"
- Lil' Kim featuring Puff Daddy – "No Time"
- Mylène Farmer – "Comme j'ai mal"
- Luis Miguel – "Dame"
- Herbert Grönemeyer – "Bochum (Live)"

1997
- Elton John – "Recover Your Soul"
- Spice Girls – "Spice Up Your Life"
- Bush – "Greedy Fly"

1998
- Puff Daddy & The Family featuring The Notorious B.I.G. i Busta Rhymes – "Victory"
- Sunz of Man featuring Ol' Dirty Bastard i Earth, Wind & Fire – "Shining Star"
- Bryan Adams featuring Melanie C – "When You're Gone"

1999
- Terror Squad – "Whatcha Gon' Do"
- Mylène Farmer – "Souviens-toi du jour"
- Bryan Adams – "Cloud Number Nine"
- Nobody's Angel – "If You Wanna Dance"
- Paradise Lost - "So Much is Lost"

2000
- The Mighty Mighty Bosstones – "So Sad to Say"
- Ronan Keating – "Life Is a Rollercoaster"

2001
- The Charlatans – "Love Is the Key"

2006
- Kyosuke Himuro – "Sweet Revolution"